# Sabar
Le sabar est un terme wolof  qui désigne à la fois un instrument de percussion, un style de musique, une forme de danse sensuelle  et une fête traditionnelle, populaires au Sénégal et en Gambie
En tant qu'instrument, le terme sabar est un terme générique désignant aussi toute une famille de tambours sur pied similaires, qui font partie intégrante de la culture des Wolofs, des Mandés (en), des Sossés et des Sérères. Le sabar occupe une place de choix dans la musique sénégalaise traditionnelle et contemporaine. La notoriété internationale du sabar doit beaucoup à Doudou N'diaye Rose et aux musiques à la mode tel le mbalax qui l'utilise couramment.

## Facture

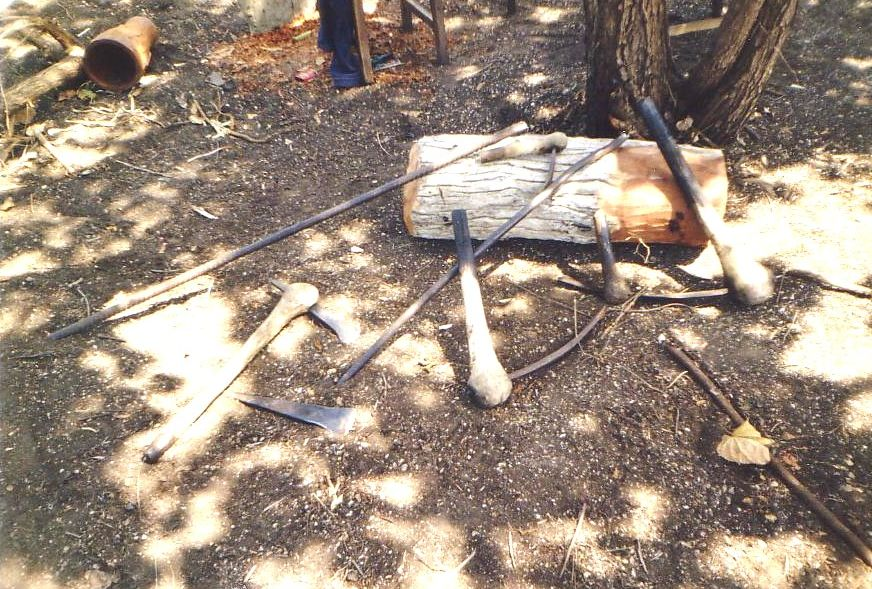
Fabrication d’un sabar.

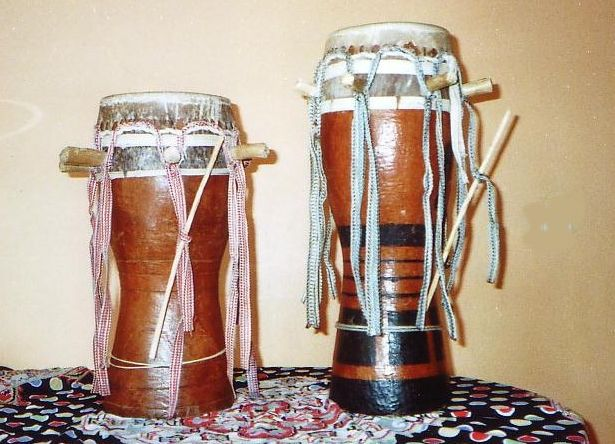
Deux mbëng-mbëng : tungoné à gauche, bal à droite.

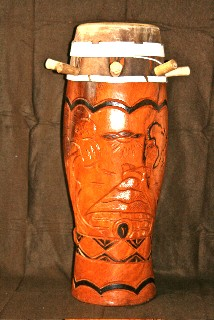
Un lamb

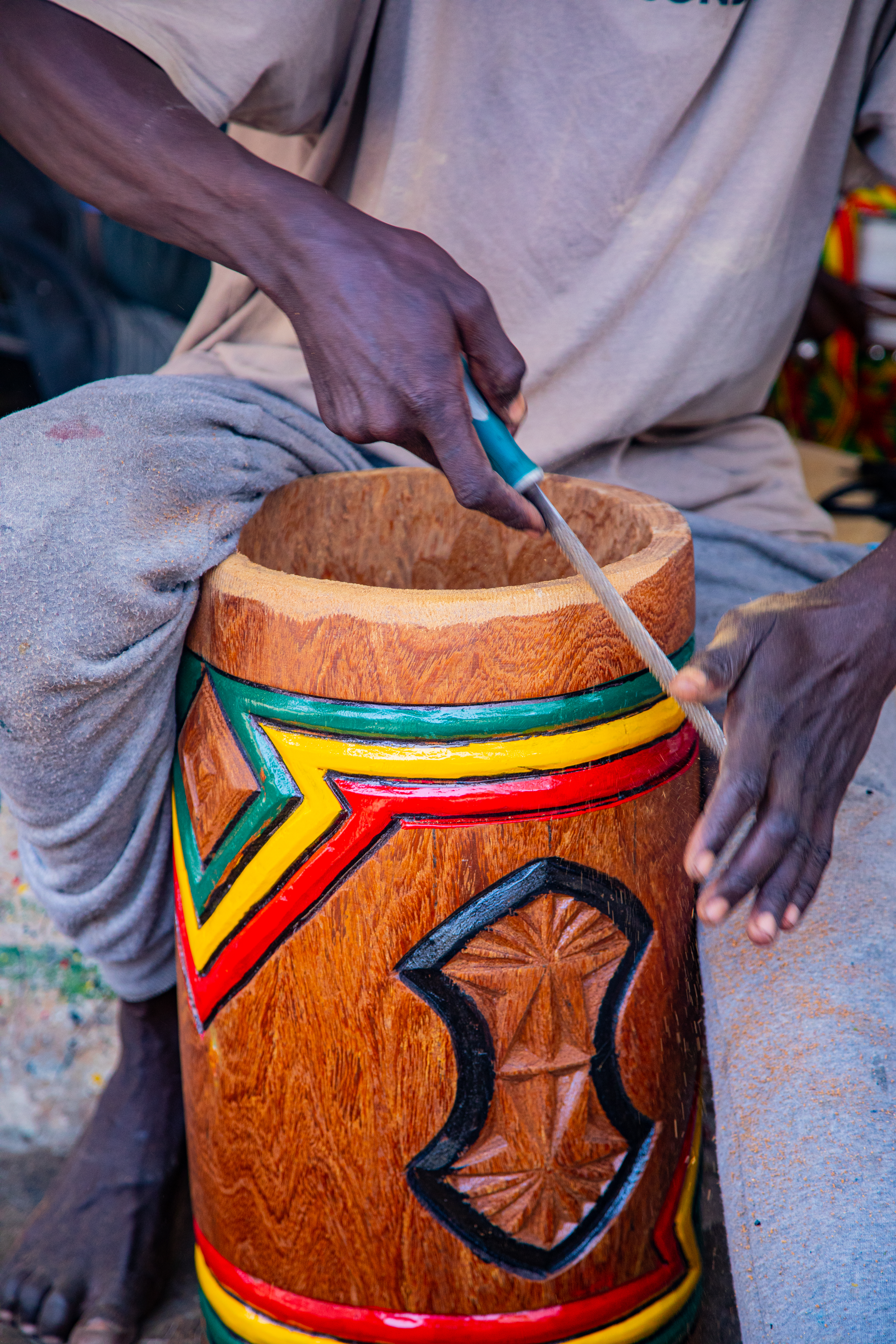
Fabrication du tam-tam au Sénégal

Différentes essences de bois sont utilisées pour sa fabrication. On part d'un tronc d’arbre massif (du poirier du Cayor ou dimb ) pour le corps de l’instrument. Le fût est recouvert d’une membrane en peau de chèvre rasée, tendue par des cordes, des mèches en coton et des chevilles en bois, au nombre de sept, en référence aux sept instruments qui composent généralement l’ensemble musical. Ces chevilles sont en margousier. Le choix du bois et sa transformation sont assurés par les Laobés, une caste aux origines peules spécialisée dans le travail du bois. Mais c’est un griot qui se charge de l’assemblage.
La fine baguette souple, dont on joue d’une seule main, est appelée galan et provient du tamarin (dàqàr ).
Chaque tambour a sa fonction spécifique, avec des rythmes différents. Il existe un certain nombre de variantes, mais de nos jours on retrouve le plus souvent les instruments :
- Le mbëng-mbëng ou m'bung m'bung est l’instrument de base, celui auquel les débutants s’initient en premier. Il sert pour l'accompagnement mbalax :
  - le mbeng-mbeng tungoné ou tungune en est une variante moins haute, dédiée à la gamme des aigus,
  - le mbëng-mbëng bal, est une variante plus large dédiée aux basses ;
- Le nder ou n'der est le plus grand et le plus allongé et joue le rôle de chef d’orchestre. C'est aussi le sabar du soliste ;
- Le lambe, lamba ou thiol et choll, est l’ancêtre de tous les sabars. Gros, en forme de tonneau à fût fermé à la base, il possède un son sourd. On le surnomme parfois le grand-père. C’est l’interlocuteur privilégié du premier soliste ;
- Le talmbat ou gorong talmbat lui ressemble, quoique plus étroit. C’est le ténor du groupe ;
- Le gorong yeguel ou gorong babas est d’apparition plus récente. Il aurait été inventé par Doudou N'diaye Rose dans les années 1950. Capable de jouer du nder pendant six ou sept heures d’affilée, celui-ci souhaitait néanmoins disposer d'un instrument qui présenterait des caractéristiques semblables, mais dont il pourrait jouer assis ;
- Le khine, xeen ou xiin est court et largement ouvert. Moins présent aujourd’hui dans les ensembles, il a une vocation plus spirituelle. Il est utilisé par les Baye Fall, disciples musulmans de Cheikh Ibrahima Fall, apparenté à la confrérie des Mourides.

## Jeu
On en joue debout à l'aide des deux mains, dont l'une tient une baguette. Il se rencontre souvent dans l'ensemble de percussion composé de : m'bung m'bung, nder, lambe, talmbat, gorong yeguel, tama et khine.
Autrefois ces instruments permettaient de communiquer d’un village à l’autre, jusqu'à une distance supérieure à 15 kilomètres.
Propice à la danse, le sabar accompagne nombre d’occasions festives, telles que des naissances, des baptêmes, des mariages, des circoncisions, le jeu du faux-lion (simbu), la lutte sénégalaise et les rituels thérapeutiques (ndëpp) propres aux Lébous de la presqu'île du Cap-Vert.
Le sabar est moins répandu dans le reste de l’Afrique de l'Ouest que le djembé, mais la danse sabar est désormais pratiquée et enseignée dans de nombreux pays. Jugée indécente dans sa version contemporaine, elle a été interdite au Mali en 2001.